# Беккер, Жан (режиссёр)
Жан Луи Поль Бекке́р (фр. Jean Louis Paul Becker; род. 10 мая 1933, Париж, Франция) — французский кинорежиссёр, сценарист, продюсер и актёр. Сын Жака Беккера.

## Биография
Начал кинематографическую карьеру ассистентом режиссёра сначала у своего отца, а позднее у Анри Вернёя. Как режиссёр снимает жанровые картины, которые тем не менее часто участвуют в конкурсных программах многих кинофестивалей. Нередко выступает сценаристом и продюсером собственных фильмов. Сниматься как актёр предпочитает в лентах своих коллег.
Был членом жюри Второго Шанхайского международного кинофестиваля (1995).

## Избранная фильмография

### Актёр
- 1974 — Разговаривайте с цветами / Dites-le avec des fleurs — комиссар
- 1977 — Увези меня в Ритц / Emmenez-moi au Ritz — Le camionneur (ТВ)
- 1979 — Откровенность за откровенность / Confidences pour confidences — Le père du petit Bernard
- 2008 — Мои звёзды прекрасны / Mes stars et moi — Le réalisateur à l’avant-première

### Режиссёр
- 1961 — Месть Марсельца / Un nommé La Rocca
- 1964 — Счастливый побег / Échappement libre
- 1965 — Нет икры для тётушки Ольги / Pas de caviar pour tante Olga
- 1966 — Нежный проходимец / Tendre voyou
- 1983 — Убийственное лето / L'été meurtrier (по роману Себастьяна Жапризо)
- 1991 — Против забвения / Contre l’oubli
- 1994 — Элиза / Élisa (вдохновленный одноимённой песней Генсбура и посвящённый ему)
- 1999 — Дети природы / Les enfants du marais
- 2000 — Преступление в раю / Un crime au paradis
- 2003 — Странные сады / Effroyables jardins
- 2007 — Диалог с моим садовником / Dialogue avec mon jardinier
- 2008 — Два дня для убийства / Deux jours à tuer
- 2010 — Чистый лист / Bienvenue parmi nous
- 2012 — С возвращением / Bienvenue parmi nous
- 2014 — Успешного выздоровления! / Bon rétablissement !
- 2022 — Зелёные ставни / Les Volets verts

### Сценарист
- 1961 — Месть Марсельца / Un nommé La Rocca (адаптация)
- 1964 — Счастливый побег / Échappement libre
- 1965 — Нет икры для тётушки Ольги / Pas de caviar pour tante Olga (адаптация)
- 1966 — Нежный проходимец / Tendre voyou
- 1994 — Элиза / Élisa
- 2000 — Преступление в раю / Un crime au paradis
- 2003 — Странные сады / Effroyables jardins
- 2007 — Диалог с моим садовником / Dialogue avec mon jardinier
- 2008 — Два дня для убийства / Deux jours à tuer (адаптация)
- 2010 — Чистый лист / Bienvenue parmi nous
- 2012 — С возвращением / Bienvenue parmi nous (адаптация)
- 2014 — Успешного выздоровления! / Bon rétablissement !

### Продюсер
- 2014 — Успешного выздоровления! / Bon rétablissement ! (сопродюсер, в титрах не указан)

## Награды
- 1983 — номинация 36-го Каннского кинофестиваля Золотая пальмовая ветвь («Убийственное лето»)
- 1984 — номинация «Сезар» лучший фильм и лучший режиссёр («Убийственное лето»)
- 1986 — победитель «Сезар» лучший режиссёр рекламы
- 2000 — номинация «Сезар» лучший режиссёр («Дети природы»)
- 2009 — номинация «Сезар» лучший адаптированный сценарий («Два дня для убийства»)